# Белка (Ровненская область)
Бе́лка (укр. Білка) — село в Березновской городской общине Ровненского района Ровненской области Украины.
До 2020 года входило в Березновский район.
Население по переписи 2001 года составляло 1058 человек. Почтовый индекс — 34633. Телефонный код — 3653. Код КОАТУУ — 5620481601.